# Records de Tunisie d'athlétisme

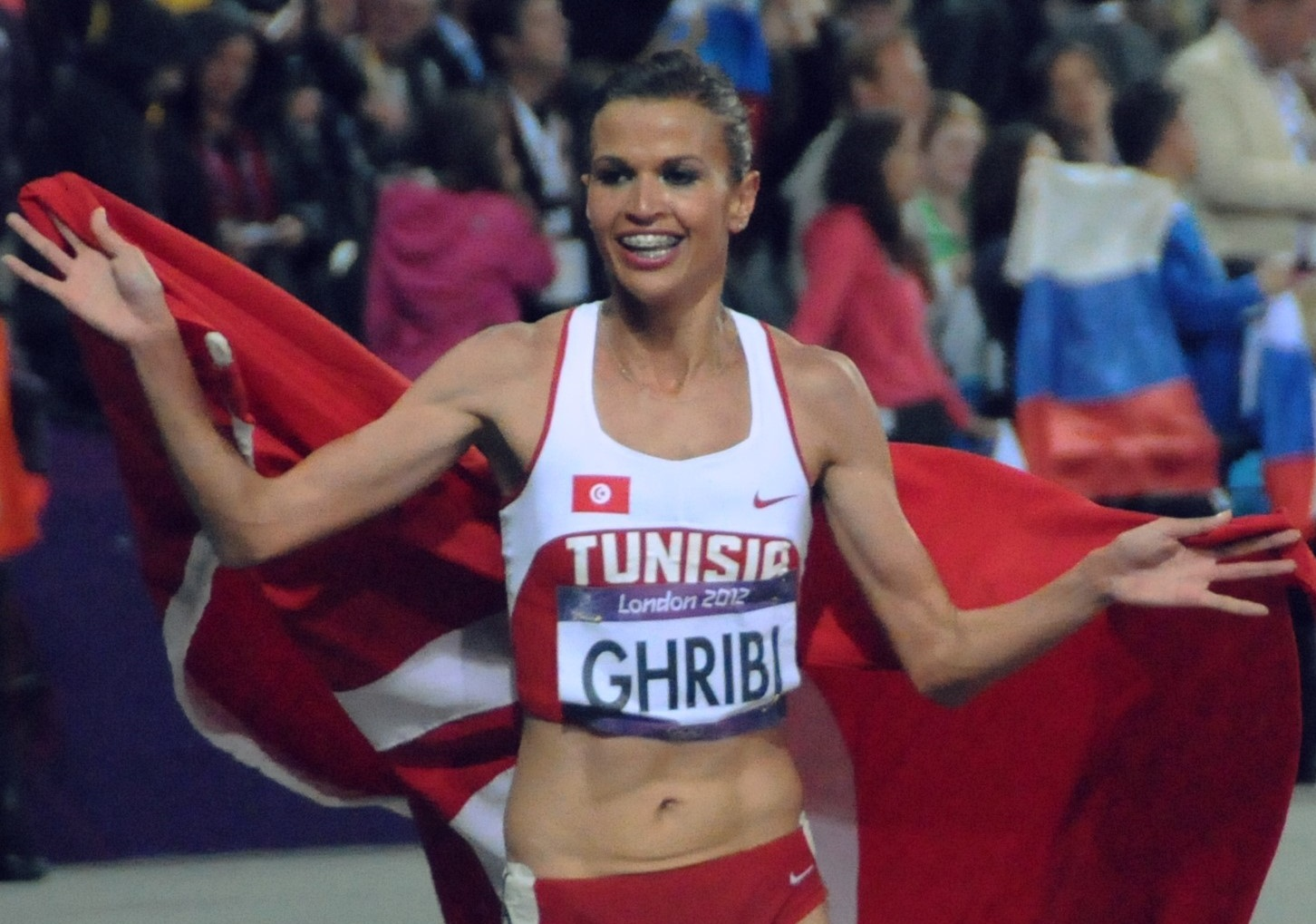
Habiba Ghribi détient le record de Tunisie du 1500 m, du 3000 m et du 3000 m steeple.

Un record de Tunisie d'athlétisme est la meilleure performance réalisée par un Tunisien ou une Tunisienne et homologuée par la Fédération tunisienne d'athlétisme. Cet article donne la liste des records de Tunisie actuels.

## Extérieur

### Hommes
| Épreuve           | Athlète | Record              | Club                                    | Compétition              | Lieu                  | Date            | Réf.   |
| ----------------- | --- | ------------------- | --------------------------------------- | ------------------------ | --------------------- | --------------- | ------ |
| 100 m             | Badreddine Toumi | 10 s 38 (+0,6 m/s)  | MTG Mannheim (de)                       | Championnats d'Allemagne | Nuremberg             | 25 juillet 2015 | [ 1 ]  |
| 200 m             | Ridha Ghali | 21 s 14 (+1,6 m/s)  | Club d'athlétisme de Gabès              | Championnats de Tunisie  | Radès                 | 9 juillet 2005  | [ 3 ]  |
| 400 m             | Sofiane Labidi | 45 s 19             | Club sportif de la Garde nationale      |                          | Séville               | 5 juin 2004     |        |
| 800 m             | Abdessalem Ayouni | 1 min 44 s 99       | Croissant sportif de Regueb             | Jeux olympiques          | Tokyo                 | 1er août 2021   | [ 4 ]  |
| 1 000 m           | Ali Hakimi | 2 min 16 s 71       | Zitouna Sports                          | DN Galan                 | Stockholm             | 30 juillet 1999 | [ 5 ]  |
| 1 500 m           | Ali Hakimi | 3 min 31 s 70       | Club africain                           | Mémorial Van Damme       | Bruxelles             | 21 août 1997    |        |
| Mile              | Ali Hakimi | 3 min 50 s 57       | Club africain                           | ISTAF                    | Berlin                | 26 août 1997    | [ 6 ]  |
| 3 000 m           | Mohamed Amin Jhinaoui | 7 min 37 s 56       |                                         | Doha Diamond League      | Doha                  | 5 mai 2023      | [ 7 ]  |
| 5 000 m           | Fethi Baccouche | 13 min 13 s 94      | Association sportive militaire de Tunis | Bislett Games            | Oslo                  | 4 juillet 1987  | [ 8 ]  |
| 10 000 m          | Mohammed Gammoudi | 27 min 54 s 69      | Association sportive militaire de Tunis | Jeux olympiques          | Munich                | 31 août 1972    | [ 9 ]  |
| Semi-marathon     | Rached Amor | 1 h 01 min 53 s     | Club sportif de la Garde nationale      |                          | Brugnera              | 17 avril 2005   |        |
| Marathon          | Tahar Mansouri | 2 h 12 min 36 s     | Club sportif des unités d'intervention  | Marathon de Marrakech    | Marrakech             | 14 janvier 1996 |        |
| 110 m haies       | Aymen Ben Ahmed | 13 s 76             | Atletico Menzel Bourguiba               |                          | Radès                 | 30 juin 2007    |        |
| 400 m haies       | Zied Azizi | 49 s 13             |                                         | Jeux méditerranéens      | Tarragone             | 5 juillet 2018  |        |
| 3 000 m steeple   | Mohamed Amin Jhinaoui | 8 min 10 s 41       |                                         | Bauhaus-Galan            | Stockholm             | 2 juin 2024     | [ 11 ] |
| Saut en hauteur   | Belhassen Chikaoui | 2,15 m              | Club sportif de la Garde nationale      |                          | Aubervilliers         | 12 juillet 1995 |        |
| Saut à la perche  | Mohamed Romdhana | 5,40 m              | Starting Club de Bizerte                | Championnats de Tunisie  | Radès                 | 18 juin 2017    | [ 12 ] |
| Saut en longueur  | Anis Gallali | 8,01 m (-0,3 m/s)   | Club sportif de la Garde nationale      | Championnats d'Afrique   | Dakar                 | 22 août 1998    | [ 13 ] |
| Triple saut       | Mohamed Karim Sassi | 16,76 m (+1,3 m/s)  | Athletic Club de Nabeul                 |                          | Limoges               | 8 juillet 1995  | [ 14 ] |
| Lancer du poids   | Mohamed Meddeb | 18,51 m             | Club sportif de la Garde nationale      | Championnats de Tunisie  | Radès                 | 8 juillet 2006  |        |
| Lancer du disque  | Iskander Zrelli | 58,29 m             |                                         |                          | Radès                 | 21 mai 2022     | [ 15 ] |
| Lancer du marteau | Saber Souid | 72,66 m             | Club sportif de la Garde nationale      | Championnats d'Afrique   | Bambous               | 12 août 2006    |        |
| Lancer du javelot | Maher Ridane | 77,98 m             | Club sportif de la Garde nationale      |                          | Tunis                 | 20 mai 1995     |        |
| Décathlon         | Hamdi Dhouibi | 8 023 points        | Athletic Club de Nabeul                 | Championnats du monde    | Helsinki              | 9-10 août 2005  | [ 16 ] |
| Décathlon         | 10 s 67 (+3,2 m/s) (100 m), 7,43 m (+0,5 m/s) (longueur), 12,85 m (poids), 1,94 m (hauteur), 47 s 04 (400 m) 14 s 56 (-1,9 m/s) (110 m haies), 41,17 m (disque), 4,80 m (perche), 52,83 m (javelot), 4 min 31 s 24 (1500 m) |                     |                                         |                          |                       |                 |        |
| 20 km marche      | Hatem Ghoula | 1 h 19 min 2 s (AR) | ES Sahel                                | Oder-Neisse Grand Prix   | Eisenhüttenstadt      | 10 mai 1997     |        |
| 35 km marche      | Maher Ben Hlima | 2 h 43 min 38 s     |                                         | Dudinska 50              | Dudince               | 25 mars 2023    |        |
| 50 km marche      | Hatem Ghoula | 3 h 58 min 44 s     | Zitouna Sports                          |                          | Santa Eulària des Riu | 4 mars 2007     |        |
| 4 × 100 m         | Équipe nationale : Mohamed Belkhodja Abdallah Rouine Hamouda El Fray Salah Gadri | 41 s 1              | -                                       | Jeux méditerranéens      | Izmir                 | 15 octobre 1971 | [ 17 ] |
| 4 × 400 m         | Équipe nationale : Ridha Ghali Titi El Aroussi Kamel Tabbal Sofiane Labidi | 3 min 05 s 19       | -                                       |                          | Rabat                 | 18 juin 2005    |        |

### Femmes
| Épreuve           | Athlète | Record             | Club                                    | Compétition                                 | Lieu               | Date              | Réf.   |
| ----------------- | --- | ------------------ | --------------------------------------- | ------------------------------------------- | ------------------ | ----------------- | ------ |
| 100 m             | Awatef Hamrouni | 11 s 68 (+1,0 m/s) | Athletic Club de Sousse                 |                                             | Alger              | 8 juin 2000       |        |
| 200 m             | Awatef Ben Hassine | 23 s 95 (+0,4 m/s) | Club sportif de la Garde nationale      |                                             | Ninove             | 27 juillet 2002   |        |
| 400 m             | Awatef Ben Hassine | 52 s 22            | Club sportif de la Garde nationale      | Championnats d'Afrique                      | Radès              | 8 août 2002       |        |
| 800 m             | Abir Nakhli | 2 min 0 s 70       | Zitouna Sports                          |                                             | Namur              | 26 juillet 2002   |        |
| 1 000 m           | Abir Nakhli | 2 min 43 s 15      | Zitouna Sports                          |                                             | Istanbul           | 7 juin 2003       |        |
| 1 500 m           | Habiba Ghribi | 4 min 6 s 38       | Club sportif sfaxien                    | Mémorial Hanžeković                         | Zagreb             | 2 septembre 2014  | [ 18 ] |
| Mile              | Abir Nakhli | 4 min 41 s 98      | Zitouna Sports                          |                                             | Villeneuve-d'Ascq  | 15 juin 2003      |        |
| 3 000 m           | Habiba Ghribi | 8 min 52 s 06      | Club sportif sfaxien                    |                                             | Franconville       | 28 avril 2013     |        |
| 5 000 m           | Marwa Bouzayani | 15 min 29 s 14     |                                         | Championnats de Tunisie                     | Radès              | 8 juin 2024       |        |
| 10 000 m          | Soulef Bouguerra | 33 min 12 s 98     | Club sportif de la Garde nationale      | Championnats de Roumanie                    | Bucarest           | 10 août 2003      | [ 19 ] |
| Semi-marathon     | Soumaya Boussaïd | 1 h 15 min 11 s    | Club sportif des cheminots              | Championnats du monde de semi-marathon      | Valence            | 24 mars 2018      | [ 20 ] |
| Marathon          | Amira Ben Amor | 2 h 40 min 13 s    | Association sportive militaire de Tunis | Jeux olympiques                             | Londres            | 5 août 2012       |        |
| 100 m haies       | Nada Chroudi | 14 s 24 (+0,3 m/s) |                                         | Championnats panarabes                      | Le Caire           | 5 avril 2019      | [ 21 ] |
| 400 m haies       | Hend Kebaoui | 57 s 69            | Athletic Club de Nabeul                 |                                             | Lindau             | 28 juillet 1995   |        |
| 3 000 m steeple   | Habiba Ghribi | 9 min 5 s 36 (AR)  | Club sportif sfaxien                    | Mémorial Van Damme                          | Bruxelles          | 11 septembre 2015 | [ 22 ] |
| Saut en hauteur   | Karima Benothman | 1,79 m             | Club sportif de la Garde nationale      |                                             | Nabeul             | 1er juin 2008     |        |
| Saut à la perche  | Dora Mahfoudhi | 4,31 m             |                                         | Jeux africains                              | Rabat              | 27 août 2019      |        |
| Saut en longueur  | Awatef Hamrouni | 6,21 m (+1,7 m/s)  | Athletic Club de Sousse                 |                                             | Radès              | 12 juin 2005      |        |
| Triple saut       | Monia Jelassi | 13,08 m (+0,1 m/s) | Club sportif de la Garde nationale      |                                             | Dakar              | 6 mai 2000        |        |
| Lancer du poids   | Amel Ben Khaled | 16,72 m            | Athletic Club de Nabeul                 |                                             | Jablonec nad Nisou | 11 juin 2002      |        |
| Lancer du disque  | Monia Kari | 61,74 m            | Athletic Club de Sousse                 |                                             | Tunis              | 1er mai 1996      |        |
| Lancer du marteau | Sarah Bensaad | 65,93 m            | Athletic Club de Nabeul                 |                                             | Bobigny            | 27 avril 2014     |        |
| Lancer du javelot | Aïda Sellam | 60,87 m            | Zitouna Sports                          |                                             | Tunis              | 23 juin 2004      |        |
| Heptathlon        | Nada Chroudi | 5 686 points       | Club sportif sfaxien                    | Trophée Zerneri Acciai                      | Florence           | 27-28 avril 2018  | [ 23 ] |
| Heptathlon        | 14 s 58 (+0,4 m/s) (100 m haies), 1,66 m (hauteur), 13,96 m (poids), 25 s 91 (+1,7 m/s) (200 m) / 5,84 m (+0,6 m/s) (longueur), 45,04 m (javelot), 2 min 20 s 18 (800 m) |                    |                                         |                                             |                    |                   |        |
| 20 km marche      | Chahinez Nasri | 1 h 32 min 20 s    | Club sportif de la Garde nationale      | Championnats du monde par équipes de marche | Taicang            | 5 mai 2018        | [ 24 ] |
| 4 × 100 m         | Équipe nationale juniors : Nadia Abid Saloua Dellagi Awatef Ben Hassine Awatef Hamrouni                                                                                  | 46 s 98            | -                                       | Championnats d'Afrique juniors              | Tunis              | 24 juillet 1999   | [ 25 ] |
| 4 × 400 m         | Équipe nationale : Sana Najeh Abir Nakhli Maha Chaouachi Awatef Ben Hassine                                                                                              | 3 min 41 s 19      | -                                       |                                             | Radès              | 25 juin 2003      |        |